# Shinglehouse
Shinglehouse is een plaats (borough) in de Amerikaanse staat Pennsylvania, en valt bestuurlijk gezien onder Potter County.

## Demografie
Bij de volkstelling in 2000 werd het aantal inwoners vastgesteld op 1250.
In 2006 is het aantal inwoners door het United States Census Bureau geschat op 1167, een daling van 83 (-6,6%).

## Geografie
Volgens het United States Census Bureau beslaat de plaats een oppervlakte van
5,4 km², geheel bestaande uit land. Shinglehouse ligt op ongeveer 465 m boven zeeniveau.

## Plaatsen in de nabije omgeving
De onderstaande figuur toont nabijgelegen plaatsen in een straal van 16 km rond Shinglehouse.